# Маргарета Люксембургска
Маргарета Люксембургска (на немски: Margarethe von Luxemburg; * 25 май 1335; † 7 септември 1349) от род Люксембурги, е кралица на Унгария и Хърватия (1345 – 1349).

## Биография
Тя е най-възрастната дъщеря на император Карл IV (1316 – 1378) от фамилията Люксембурги и първата му съпруга Бланка Валоа (1316 – 1348), най-малката дъщеря на граф Шарл Валоа. Нейната по-малка сестра Катарина (1342 – 1395) се омъжва за пръв път през 1357 г. за херцог Рудолф IV от Австрия от род Хабсбурги.
На две години Маргарета е сгодена за Амадей VI Савойски на 7 март 1338 г., но договорът се разваля и той се жени през 1355 г. за нейната братовчедка Боне Бурбон (1341 – 1402).
Маргарета се омъжва на 7 години през 1342 г. за 19-годишния Лайош I Велики (1326 – 1492), крал на Унгария (1342 – 1382) от династията Анжу-Сицилиански дом, син на Карл Роберт Анжуйски. След четири години Маргарета умира на 14 години.
Лайош се жени втори път през 1353 г. за Елизабета Котроманич от Босна.